# 若里公園

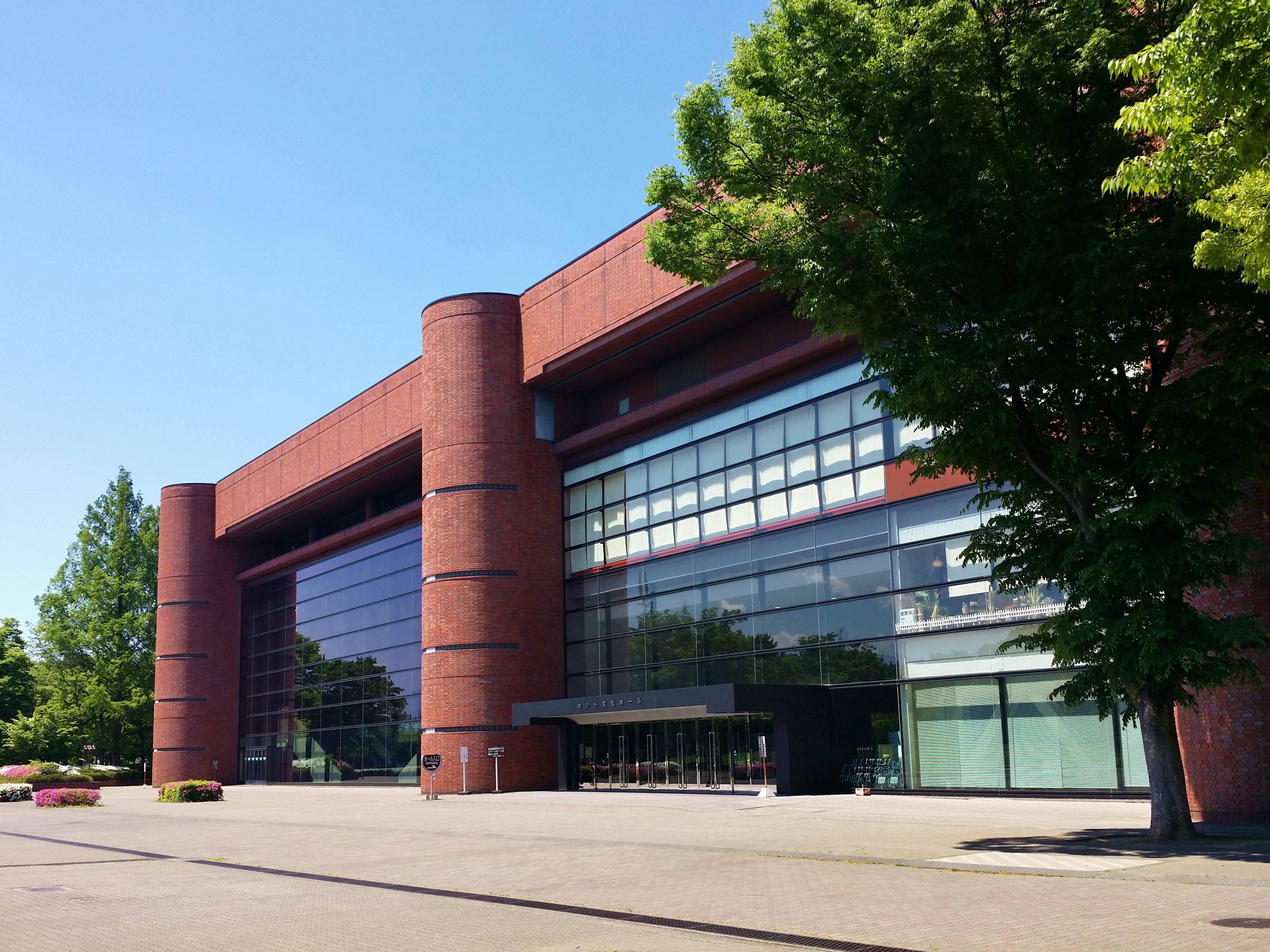
隣接する長野県県民文化会館（ホクト文化ホール）

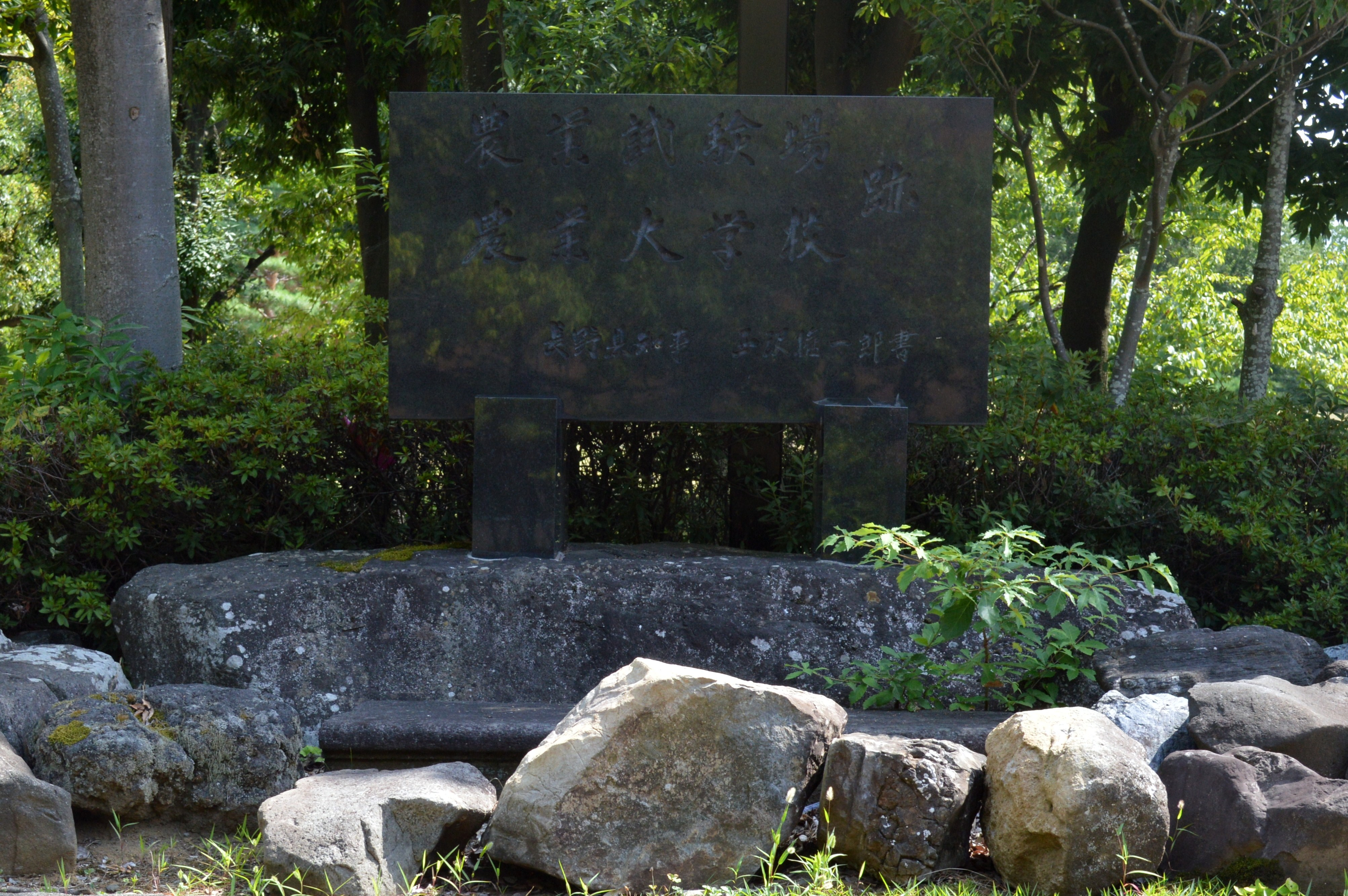
園内に建つ農業試験場・農業大学校跡の碑

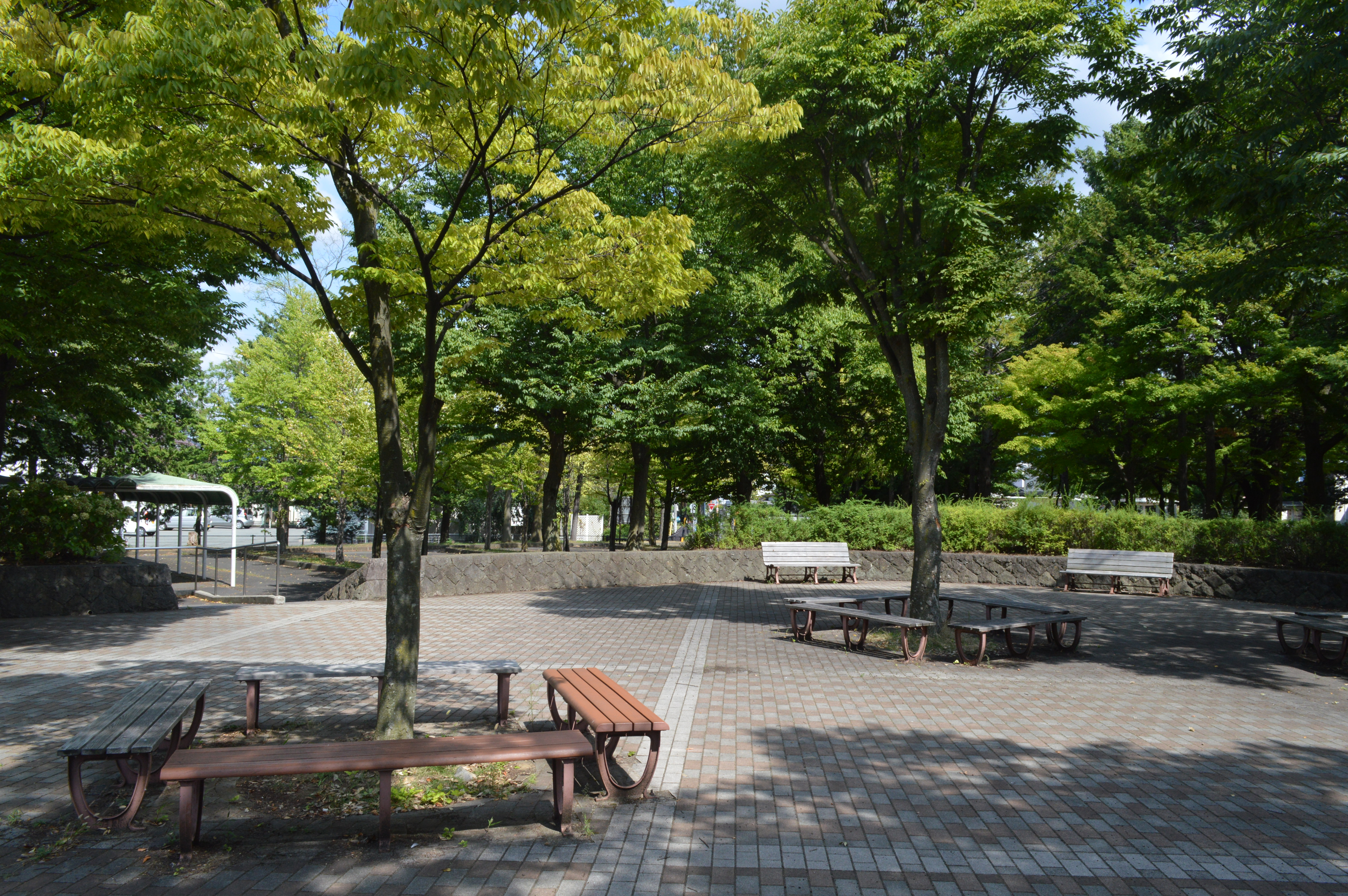
園内の樹木とベンチ

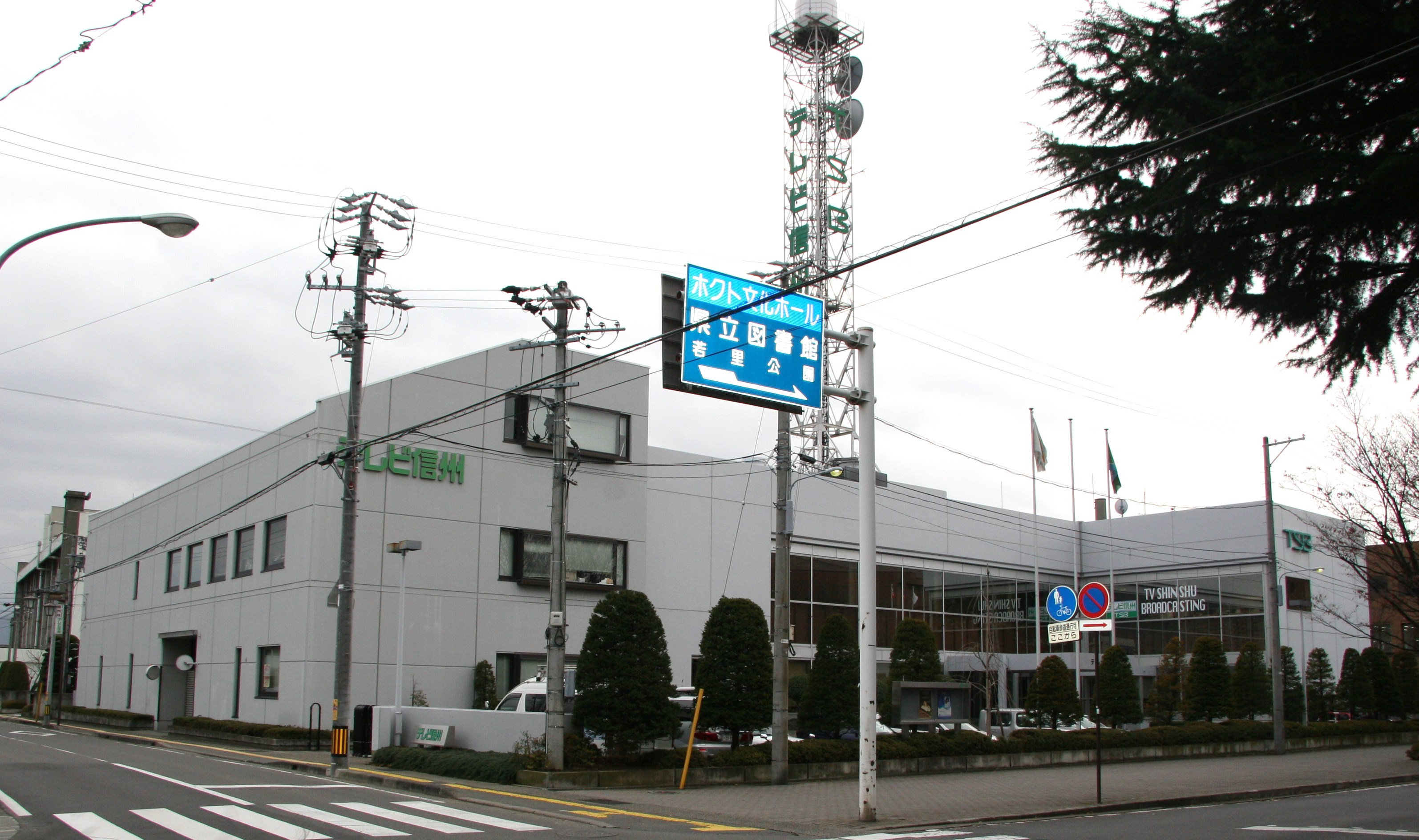
若里公園北側出入口（テレビ信州）

若里公園（わかさとこうえん）は、長野県長野市若里にある公園。長野県都市公園条例による正式名称は、長野県若里公園。

## 概要
長野駅の南、東口から徒歩で約10分間の場所に位置する。長野県の都市公園（地区公園）であり、広さ5.8ヘクタールの園内には広場や図書館（県立長野図書館）などが置かれ、多目的ホールの長野県県民文化会館（ホクト文化ホール）が隣接する。
現在の若里公園および県民文化会館は、1972年（昭和47年）に移転した長野県農業試験場の跡地を再開発したもの。開園に先立って、1979年（昭和54年）に県立長野図書館が移転開館。1983年（昭和58年）の県民文化会館の開館とともに、若里公園が開園した。
2025年５月13日にインスパーク若里が完成。アウトドアリビング型新感覚のサードプレイス。利便性の向上や賑わいを創出するために設置された多目的レンタルスペースであり、県営都市公園に設置されるのは初めて。
公園内には多数の樹木が植えられている。南西角には「ナンジャモンジャ」の別名を持つ「ヒトツバタゴ」の木が2本あり、例年5月中頃に開花。細長い白い花をつけるモクセイ科の木で、見頃にはまるで雪が積もっているかのように見えるのが特徴。
日本テレビ系列のテレビ信州（TSB）本社が隣接しており、当園は例年、24時間テレビの会場に利用される。
当園の周辺は住宅地で、近隣には信州大学長野（工学）キャンパス・長野赤十字病院・長野市若里多目的スポーツアリーナ（ビッグハット、長野オリンピックアイスホッケー競技会場）などが立地する。

## 沿革
- 1972年（昭和47年） - 長野県農業試験場が移転[10]。
- 1979年（昭和54年）8月 - 県立長野図書館が当地に移転開館[11]。
- 1983年（昭和58年）4月1日 - 若里公園開園[4]、県民文化会館開館[12]。
- 2005年（平成17年）4月1日 - 公園の管理を長野市への委託から、社団法人長野シルバー人材センター（現・公益財団法人長野シルバー人材センター）に移管（指定管理者）[4]。

## 施設
- 中央広場[4]
- 芝生広場[2]（大芝生広場[4]）
- わんぱく広場[2]
- 読書広場[2]
- 沈床広場[4]
- 県立長野図書館[2][4]
- 耐震性貯水槽[2]
- インスパーク若里公園

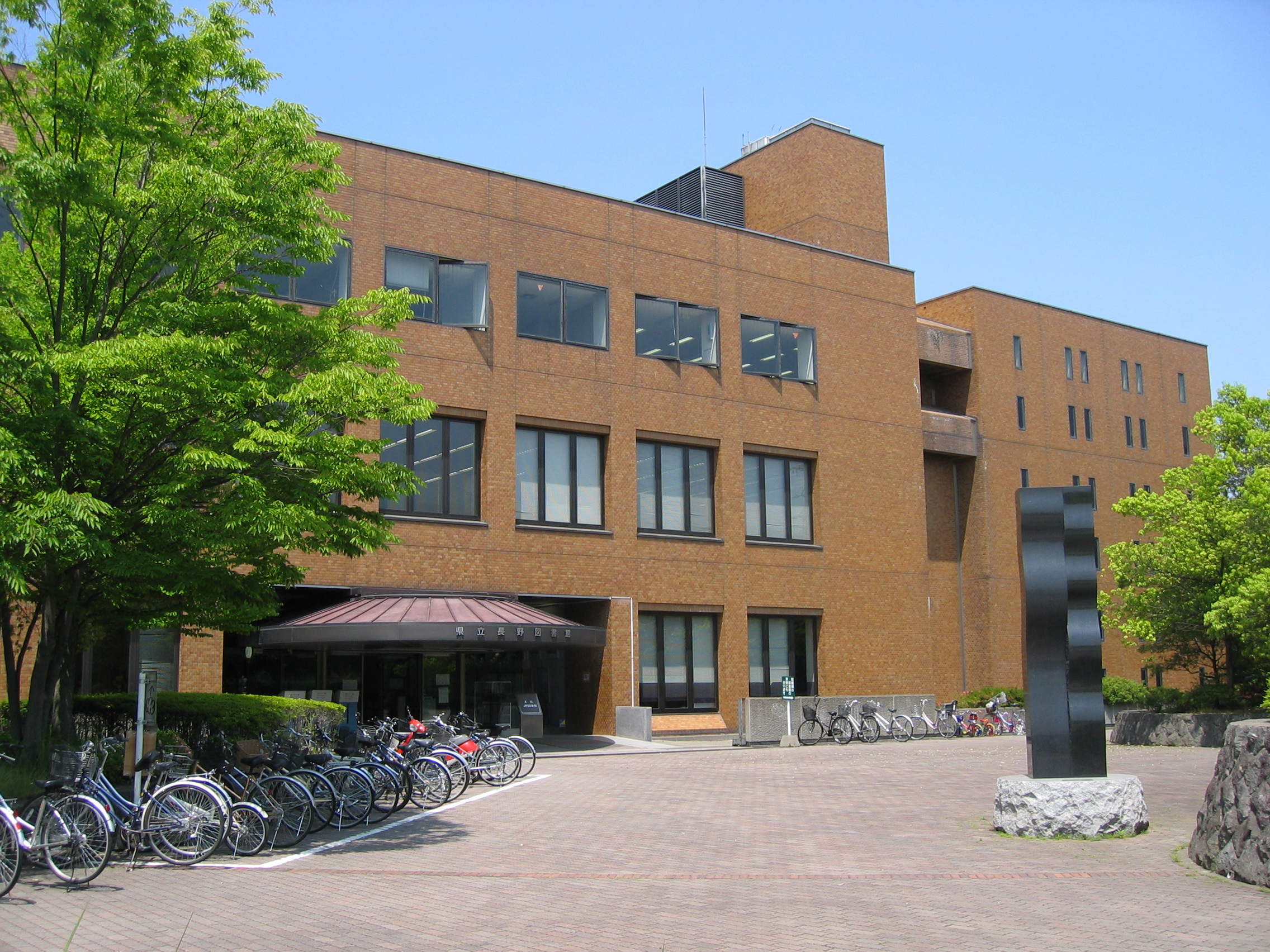
県立長野図書館
西沢権一郎像（元・長野県知事）
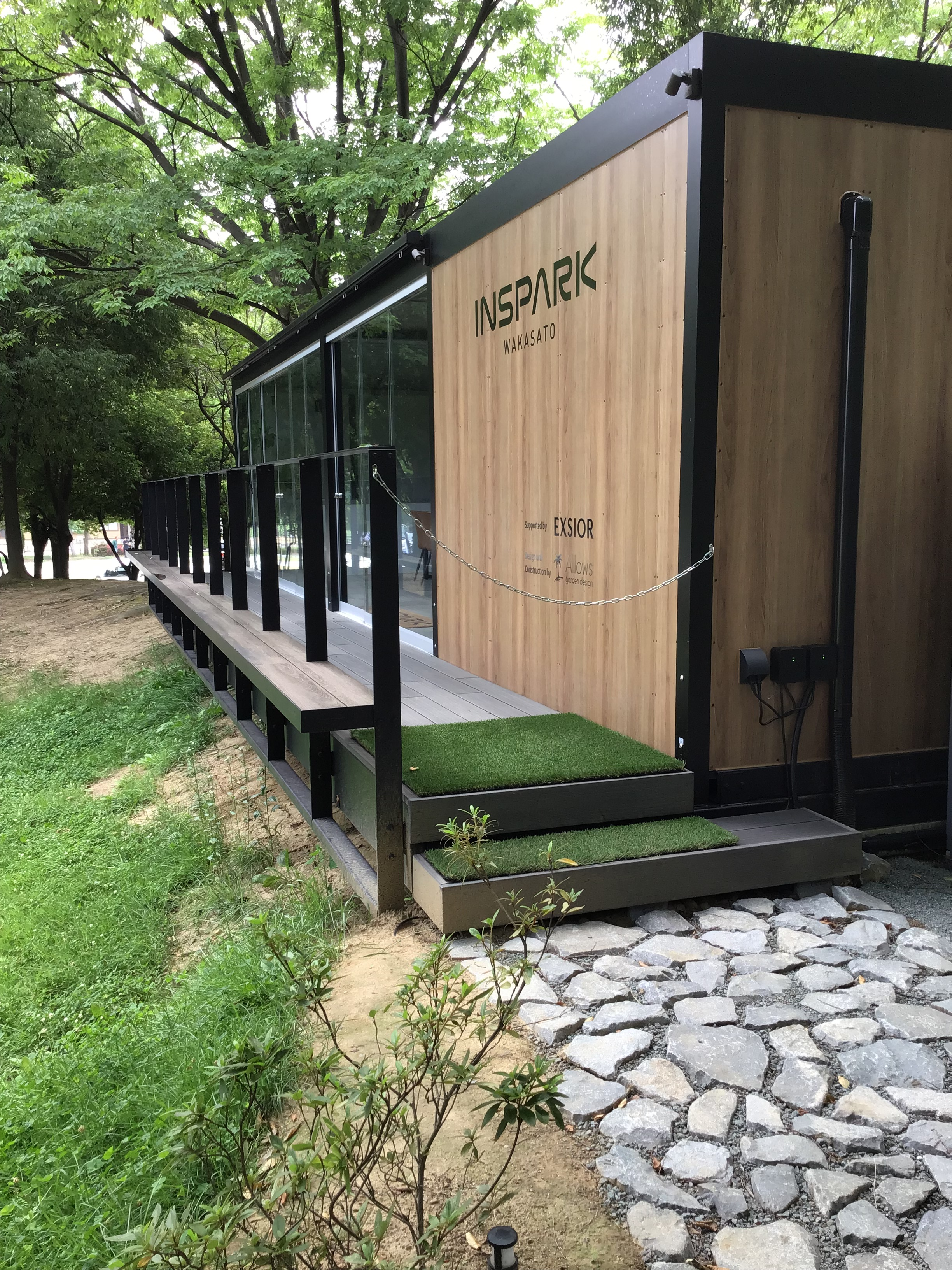
インスパーク若里公園外観

## 交通
隣接する長野県県民文化会館（ホクト文化ホール）公式ウェブサイトの案内を参考に記載する。
公共交通機関
- JR・長野電鉄長野線 長野駅東口から徒歩で約10分。またはタクシーで約5分[6]。
- バス停は公園の東に「文化会館入口」・「北市」、西に「中御所」・「荒木入口」、南に「県民文化会館南口」がある[9]。

自家用自動車
- 上信越自動車道・長野インターチェンジから自動車で約30分[6]。
- 公園南側に「若里公園駐車場」があり、84台駐車可能。ただし、隣接する県民文化会館の駐車可能台数が大型車20台、普通車223台と席数と比べて少なく、一部の自動車が公園駐車場に流入し、公園利用者の駐車ができない状況に陥ることがある。このため、県民文化会館は自館の利用者に対し、公共交通機関の利用を推奨している[4][5][18]。

## 周辺
- 長野県県民文化会館（ホクト文化ホール）
- テレビ信州（TSB）本社
- 長野県工業技術総合センター
- 信州大学長野（工学）キャンパス
- 専門学校カレッジオブキャリア
- 長野ひまわり幼稚園
- 長野赤十字病院
- 長野市若里多目的スポーツアリーナ（ビッグハット）
- NHK長野放送局
- 中御所保育園
- 長野中御所郵便局
- 木留神社
- 県庁通り